# بادوكا (كنتاكي)
بادوكا (بالإنجليزية: Paducah, Kentucky)‏ هي مدينة تقع في مقاطعة مككراكين، كنتاكي بولاية كنتاكي في وسط جنوب شرق الولايات المتحدة. تأسست عام 1821، تبلغ مساحة هذه المدينة 51.8 (كم²)، وترتفع عن سطح البحر 104 م، بلغ عدد سكانها 25024 نسمة في عام 2010 حسب إحصاء مكتب تعداد الولايات المتحدة .

## التركيبة السكانية
حدّد مكتب تعداد الولايات المتحدة بيانات التركيبة السكانية لبادوكا في تعداد الولايات المتحدة. في ما يلي، التركيبة السكانية حسب تعدادي 2000 و2010.

### تعداد عام 2000
بلغ عدد سكان بادوكا 26,307 نسمة بحسب تعداد عام 2000، وبلغ عدد الأسر 11,825 أسرة وعدد العائلات 6,648 عائلة مقيمة في المدينة. في حين سجلت الكثافة السكانية 492.5 نسمة لكل كيلومتر مربع (1,275.6/ميل2). وبلغ عدد الوحدات السكنية 13,221 وحدة بمتوسط كثافة قدره 247.5 لكل كيلومتر مربع (641.0/ميل2).
وتوزع التركيب العرقي للمدينة بنسبة 72.78% من البيض و24.15% من الأمريكيين الأفارقة و0.25% من الأمريكيين الأصليين و0.64% من الأمريكيين ذوي الأصول الآسيوية و0.08% من سكان جزر المحيط الهادئ و0.55% من الأعراق الأخرى و1.56% من عرقين مختلطين أو أكثر و1.38% من الهسبانيون أو اللاتينيون من أي عرق.
بلغ عدد الأسر 11,825 أسرة كانت نسبة 27.8% منها لديها أطفال تحت سن الثامنة عشر تعيش معهم، وبلغت نسبة الأزواج القاطنين مع بعضهم البعض 36.8% من أصل المجموع الكلي للأسر، ونسبة 16.2% من الأسر كان لديها معيلات من الإناث دون وجود شريك،  بينما كانت نسبة 3.2% من الأسر لديها معيلون من الذكور دون وجود شريكة وكانت نسبة 43.8% من غير العائلات. تألفت نسبة 39.3% من أصل جميع الأسر من عدة أفراد يعيشون في نفس المنزل ونسبة 17.3% كانت تتألف من شخص يعيش بمفرده يبلغ من العمر 65 عاماً أو أكثر. وبلغ متوسط حجم الأسرة المعيشية 2.12، أما متوسط حجم العائلات فبلغ 2.84.
بلغ العمر الوسطي للسكان 39.9 عاماً. وكانت نسبة 22.3% من القاطنين تحت سن الثامنة عشر، وكانت نسبة 7.9% بين الثامنة عشر والرابعة والعشرين عاماً، ونسبة 25.2% كانت واقعةً في الفئة العمرية ما بين الخامسة والعشرين والرابعة والأربعين عاماً، ونسبة 22.1% كانت ما بين الخامسة والأربعين والرابعة والستين، ونسبة 17.9% كانت ضمن فئة الخامسة والستين عاماً فما فوق. يوجد لكل 100 أنثى 82.7 ذكر، ويوجد لكل 100 أنثى في الثامنة عشر من عمرها فما فوق 76.9 ذكر.
بلغ متوسط دخل الأسرة في المدينة 26,137 دولارًا، أما متوسط دخل العائلة فبلغ 34,092 دولارًا. وكان متوسط دخل الذكور 32,783 دولارًا مقابل 21,901 دولارًا للإناث. وسجل دخل الفرد الخاص بالمدينة 18,417 دولارًا. وكانت نسبة 18% من العائلات ونسبة 22.4% من السكان تحت خط الفقر، وكان من هؤلاء نسبة 34% تحت سن الثامنة عشر ونسبة 16.8% في الخامسة والستين من العمر وما فوق.

### تعداد عام 2010
بلغ عدد سكان بادوكا 25,024 نسمة بحسب تعداد عام 2010، وبلغ عدد الأسر 11,462 أسرة وعدد العائلات 6,071 عائلة مقيمة في المدينة. في حين سجلت الكثافة السكانية 468.4 نسمة لكل كيلومتر مربع (1,213.2/ميل2). وبلغ عدد الوحدات السكنية 12,851 وحدة بمتوسط كثافة قدره 240.6 لكل كيلومتر مربع (623.2/ميل2).
وتوزع التركيب العرقي للمدينة بنسبة 70.99% من البيض و23.68% من الأمريكيين الأفارقة و0.22% من الأمريكيين الأصليين و1.02% من الأمريكيين ذوي الأصول الآسيوية و0.02% من سكان جزر المحيط الهادئ و1.07% من الأعراق الأخرى و3.01% من عرقين مختلطين أو أكثر و2.68% من الهسبانيون أو اللاتينيون من أي عرق.
بلغ عدد الأسر 11,462 أسرة كانت نسبة 26.1% منها لديها أطفال تحت سن الثامنة عشر تعيش معهم، وبلغت نسبة الأزواج القاطنين مع بعضهم البعض 32.5% من أصل المجموع الكلي للأسر، ونسبة 16.4% من الأسر كان لديها معيلات من الإناث دون وجود شريك،  بينما كانت نسبة 4% من الأسر لديها معيلون من الذكور دون وجود شريكة وكانت نسبة 47% من غير العائلات. تألفت نسبة 41.5% من أصل جميع الأسر من عدة أفراد يعيشون في نفس المنزل ونسبة 15.7% كانت تتألف من شخص يعيش بمفرده يبلغ من العمر 65 عاماً أو أكثر. وبلغ متوسط حجم الأسرة المعيشية 2.09، أما متوسط حجم العائلات فبلغ 2.84.
بلغ العمر الوسطي للسكان 41.4 عاماً. وكانت نسبة 21.8% من القاطنين تحت سن الثامنة عشر، وكانت نسبة 8% بين الثامنة عشر والرابعة والعشرين عاماً، ونسبة 24.4% كانت واقعةً في الفئة العمرية ما بين الخامسة والعشرين والرابعة والأربعين عاماً، ونسبة 27.7% كانت ما بين الخامسة والأربعين والرابعة والستين، ونسبة 18.2% كانت ضمن فئة الخامسة والستين عاماً فما فوق. وتوزع التركيب الجنسي للسكان بنسبة 46% ذكور و54% إناث.

## أعلام
- دانيال كاروثرز
- جيمس إل. فورمان
- بوتس راندولف
- ستيفن كورتيس شابمان
- إد هولي
- هوك تايلور
- لين بويد
- رومر ويليس
- إيرفين إس. كوب

## وصلات خارجية
- www.paducahky.gov
- The US50 - Cities and Towns in Kentucky State